# Charles Marie de Beaumont d'Autichamp
Charles Marie de Beaumont d'Autichamp (Angers, 8 agosto 1770 – Lhoumois, 6 ottobre 1859) è stato un militare francese, generale dell'Esercito cattolico e reale e tra i pochi che combatté e sopravvisse a tutte le Guerre di Vandea.
Prima della Rivoluzione francese era capitano del reggimento di Condé, quindi emigra e al ritorno in Francia si arruola nella guardia costituzionale del re. Sebbene sia stato congedato, il 5 giugno 1792, continua il suo servizio ma non partecipa alla presa del Palazzo delle Tuileries. Si rifugia quindi nell'Angiò da suo cugino e cognato Charles Melchior Artus de Bonchamps e diventa uno dei capi dell'insurrezione vandeana. Partecipa alla Battaglia di Nantes nel giugno il 1793, vince la battaglia di Chantonnay il 5 settembre, e respinge Louis Marie Turreau a Ponts-de-Cé il 12 settembre. Dopo le sconfitte di Battaglia di Cholet occupa Varades e permette ai vandeani di attraversare la Loira e prendere Ancenis. 

Dopo la morte del marchese di Bonchamps, prende i suoi uomini e partecipa all'Assedio di Granville il 14 ottobre, verrà poi catturato nella Battaglia di Le Mans ma riuscirà a fuggire.
Parteciperà anche alla seconda guerra di Vandea unendosi all'esercito del nuovo generalissimo Stofflet, ma dopo che verrà fucilato, resosi conto della troppa debolezza del suo esercito, congeda i suoi uomini e negozia la resa con Lazare Hoche. Farà anche un'apparizione nella terza guerra di Vandea ma il suo piccolo esercito verrà sconfitto a Cholet e si ritirerà nuovamente.
Infine combatterà anche la quarta guerra di Vandea durante la quale rimarrà fedele a Louis de La Rochejaquelein combattendo fino all'ultimo, prenderà Cholet quasi senza combattere ma poi verrà sconfitto nella battaglia di Rocheservière, il 19-20 giugno 1815.
Con la Restaurazione venne premiato da Luigi XVIII che lo nominerà duca e pari di Francia e lo farà generale di un corpo di fanteria, quando salirà al trono Luigi Filippo si congederà e poi parteciperò anche al tentato colpo di Stato di Carolina di Borbone-Due Sicilie nel 1832 cosa però che gli costo sette anni di esilio.